# 社会保険審査官
社会保険審査官（しゃかいほけんしんさかん）とは、社会保険審査官及び社会保険審査会法（社審法）に基づいて設置された官職である。厚生労働省職員の中から厚生労働大臣によって任命される。

## 概要
審査官は以下の法令に基づく審査請求について、取り扱う（第1条前段）。
- 健康保険法第189条（被保険者の資格、標準報酬又は保険給付に関する処分）
- 船員保険法第138条（被保険者の資格、標準報酬又は保険給付に関する処分）
- 厚生年金保険法第90条（被保険者の資格、標準報酬又は保険給付に関する処分）
- 石炭鉱業年金基金法第33条（年金たる給付又は一時金たる給付に関する処分）
- 国民年金法第101条、第138条（被保険者の資格に関する処分、給付に関する処分（共済組合等が行った障害基礎年金に係る障害の程度の診査に関する処分を除く。）又は保険料その他同法の規定による徴収金に関する処分、国民年金基金の加入員及び会員の資格に関する処分、年金若しくは一時金に関する処分、掛金に関する処分又は徴収金に関する処分）
- 厚生年金保険の保険給付及び国民年金の給付の支払の遅延に係る加算金の支給に関する法律第8条（保険給付遅延特別加算金の支給若しくは給付遅延特別加算金の支給に関する処分又は同法第6条の規定による徴収金（給付遅延特別加算金に係るものに限る。）の賦課若しくは徴収の処分）

審査官は各地方厚生局に置かれるが（第1条）、審査請求事件については独立して職務を行う。現在の審査官の定員は103人（施行令第1条）。
各事件を担当する審査官は、次に掲げる者以外の者でなければならない（第3条2項）。
1. 審査請求に係る処分に関与した者又は審査請求に係る不作為に係る処分に関与し、若しくは関与することとなる者
2. 審査請求人
3. 審査請求人の配偶者、4親等内の親族又は同居の親族
4. 審査請求人の代理人
5. 前二号に掲げる者であった者
6. 審査請求人の後見人、後見監督人、保佐人、保佐監督人、補助人又は補助監督人
7. 第9条1項の規定により通知を受けた保険者以外の利害関係人

## 審査請求の手続き
審査請求は、審査請求人が原処分のあったことを知った日の翌日から起算して3ヶ月を経過したときは、することができない。ただし、正当な理由によりこの期間内に審査請求をすることができなかったことを疎明したときは、この限りでない（第4条）。
審査官は、審理を行うため必要があるときは、審査請求人若しくは第9条1項の規定により通知を受けた保険者その他の利害関係人の申立てにより又は職権で、次に掲げる処分をすることができる。また審査官は、他の審査官に、これらの処分を嘱託することができる。もっともこれらの処分は、犯罪捜査のために認められたものと解釈してはならない（第11条）。
- 審査請求人又は参考人の出頭を求めて審問し、又はこれらの者から意見若しくは報告を徴すること。
- 文書その他の物件の所有者、所持者若しくは保管者に対し、相当の期間を定めて、当該物件の提出を命じ、又は提出物件を留め置くこと。
- 鑑定人に鑑定させること。
- 事件に関係のある事業所その他の場所に立ち入って、事業主、従業員その他の関係人に質問し、又は帳簿、書類その他の物件を検査すること。

審査官は、審査請求がされたときは、当該審査請求を却下する場合を除き、原処分をした保険者（石炭鉱業年金基金、国民年金事業の管掌者、国民年金基金、日本年金機構、財務大臣（その委任を受けた者を含む。）又は健康保険法若しくは船員保険法の規定により健康保険若しくは船員保険の事務を行う厚生労働大臣を含む。以下同じ。）及びその他の利害関係人に通知しなければならない（第9条1項）。この通知を受けた者は、審査官に対し、事件につき意見を述べることができる（第9条2項）。
審査官の決定は、通知を受けた保険者その他の利害関係人を拘束する（第16条）。社会保険審査官の決定に不服のあるときは、社会保険審査会に再審査請求することができる。決定書には、社会保険審査会に対して再審査請求をすることができる旨及び再審査請求期間を記載しなければならない（第14条2項）。また、審査請求人は、審査請求をした日から2ヶ月を経過しても審査請求についての決定がないときは、審査官が審査請求を棄却したものとみなすことができる（健康保険法第189条2項など）。

## 総括社会保険審査官
地方厚生局（地方厚生支局を含む。）に、総括社会保険審査官一人を置き、社会保険審査官をもって充てる。総括社会保険審査官は、命を受けて、第1条1項に規定する審査請求に関する事務を行い、及び社会保険審査官の行う事務を総括する（施行規則第1条）。